# سيوداد بيرديدا
سيوداد بيرديدا (بالإسبانية: Ciudad Perdida)‏ (وتعني بالإسبانية «المدينة المفقودة») هو موقع أثري لمدينة قديمة في سييرا نيفادا دي سانتا مارتا في كولومبيا. ويعتقد أنه تم تأسيسها حوالي 800 قبل الميلاد، حوالي 650 سنة قبل تأسيس مدينة ماتشو بيتشو.
وتتكون سيوداد بيرديدا من سلسلة من 169 مصاطب منحوتة في سفح الجبل وشبكة من الطرق المكسوة بالبلاط والعديد من الساحات الدائرية الصغيرة. ولا يمكن الوصول إلى المدخل إلا عن طريق صعود حوالي 1200 درجة حجرية عبر غابة كثيفة.

## الاكتشاف
تم اكتشاف المدينة في عام 1972، عندما عثرت مجموعة من سارقي الكنوز المحليين على سلسلة من السلالم الحجرية ترتفع على سفح الجبل وتبعوها إلى مدينة مهجورة أطلقوا عليها اسم «الجحيم الأخضر». وعندما بدأت التماثيل الذهبية والجرار الخزفية من هذه المدينة بالظهور في السوق السوداء ، وصل علماء الآثار برئاسة مدير معهد كولومبيانو دي أنتروبولوجيا إلى الموقع في عام 1976 واستكملوا إعادة الإعمار بين 1976-1982.

## الصراع المسلح
أصبحت المنطقة الآن آمنة تمامًا ولكنها تأثرت في وقت من الأوقات بالنزاع المسلح الكولومبي بين الجيش الوطني الكولومبي والجماعات اليمينية شبه العسكرية وجماعات حرب العصابات اليسارية مثل جيش التحرير الوطني (ELN) والقوات المسلحة الثورية لكولومبيا (FARC) . وفي يوم 15 سبتمبر 2003، اختطف جيش التحرير الوطني ثمانية سائحين أجانب كانوا يزورون مدينة سيوداد بيرديدا، وطالبوا بإجراء تحقيق حكومي في انتهاكات حقوق الإنسان مقابل رهائنهم. وواصلت قوات الدفاع الذاتي المتحدة في كولومبيا (AUC) وهي الجماعات اليمينية شبه العسكرية في ذلك البلد، مهاجمة السكان الأصليين وغير الأصليين في المنطقة لفترة. لبعض الوقت كانت المنطقة خالية من الحوادث.

## الوصول المستأنف
في عام 2005، بدأت الرحلات السياحية في العمل مرة أخرى ولم تكن هناك مشاكل منذ ذلك الحين. ويقوم الجيش الكولومبي بدوريات نشطة في المنطقة، والتي تعتبر الآن آمنة للزوار ، ولم تكن هناك أي عمليات اختطاف أخرى. منذ عام 2009، تعمل منظمة صندوق التراث العالمي (GHF) للحفاظ على الموقع التاريخي وحمايته من المناخ والغطاء النباتي والإهمال والنهب والسياحة غير المستدامة. تتضمن أهداف (GHF) المعلنة تطوير وتنفيذ خطة إدارة إقليمية، وتوثيق السمات الأثرية في سيوداد بيرديد وإشراك المجتمعات الأصلية المحلية كأصحاب مصلحة رئيسيين في الحفاظ على الموقع وتنميته المستدامة.

## صور

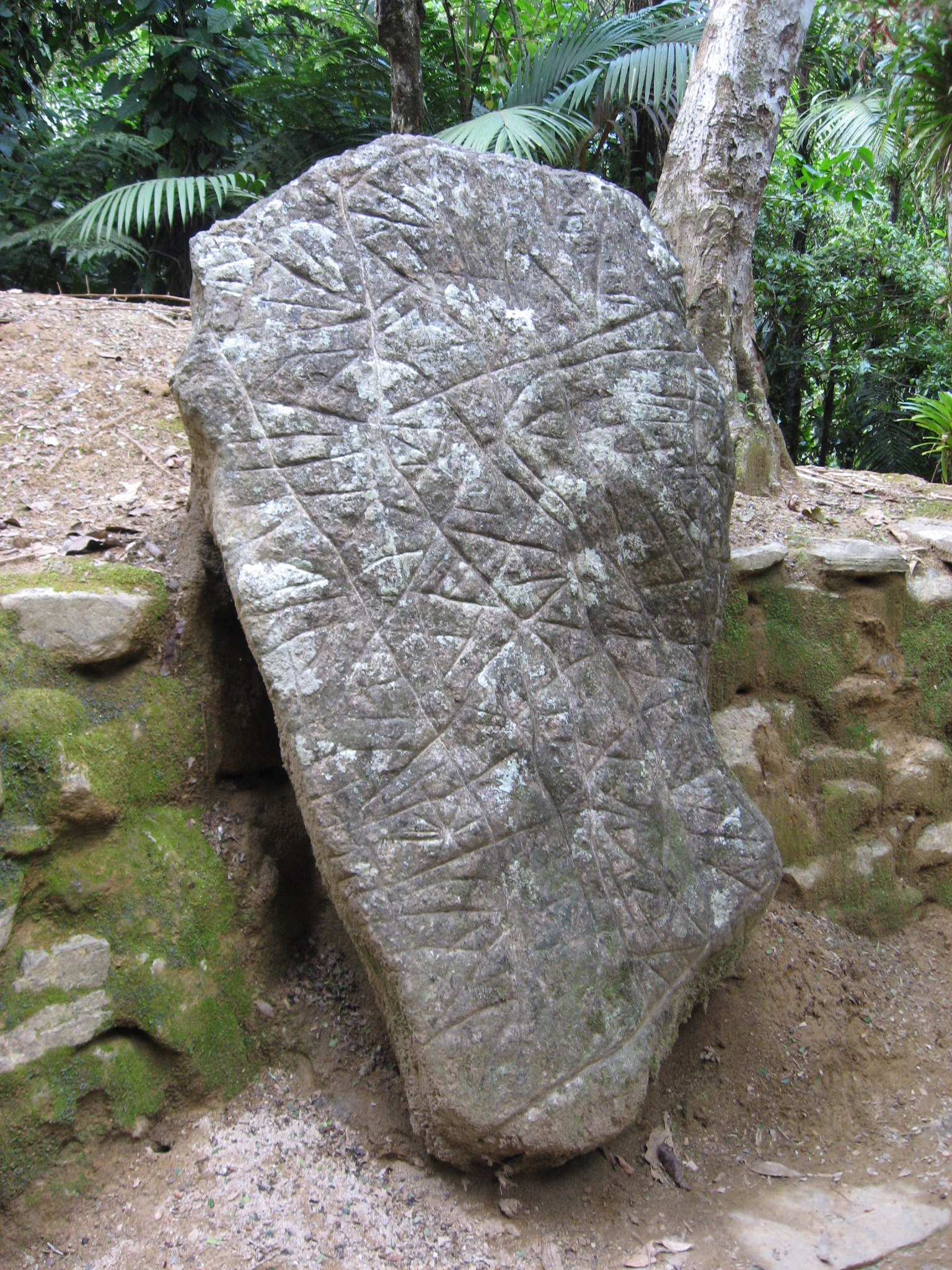
صخرة بعلامات منحوتة، يُعتقد أنها خريطة سيوداد بيرديدا والمسارات التي تربطها بالمنطقة الأكبر
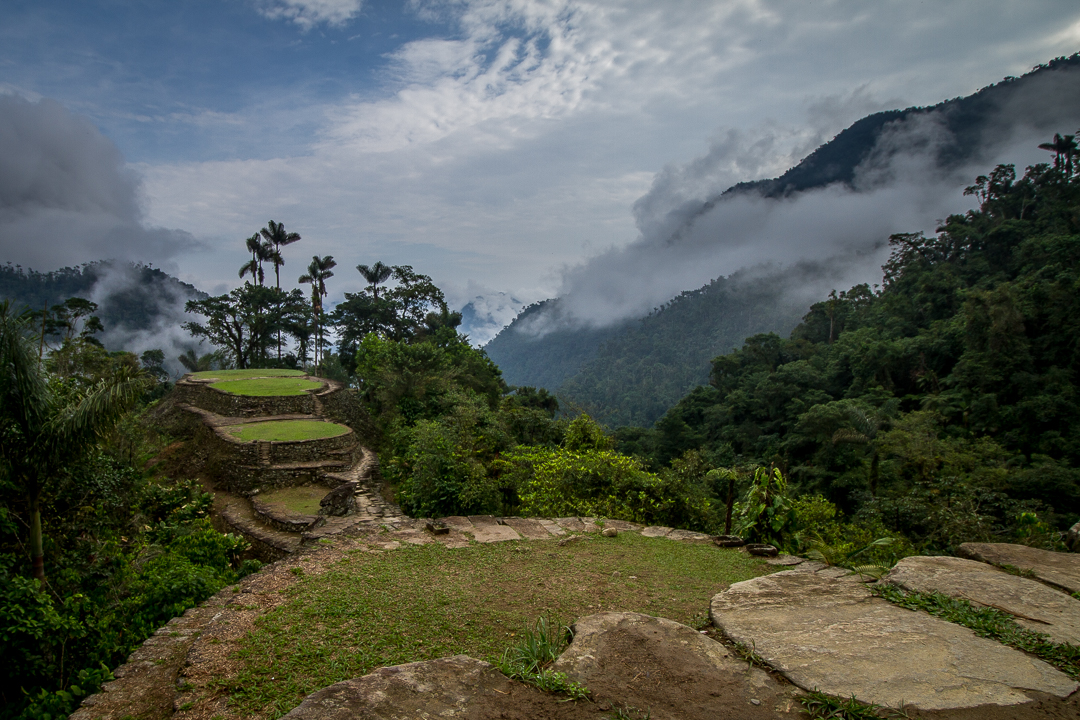
لمحة عامة عن سيوداد بيرديدا.
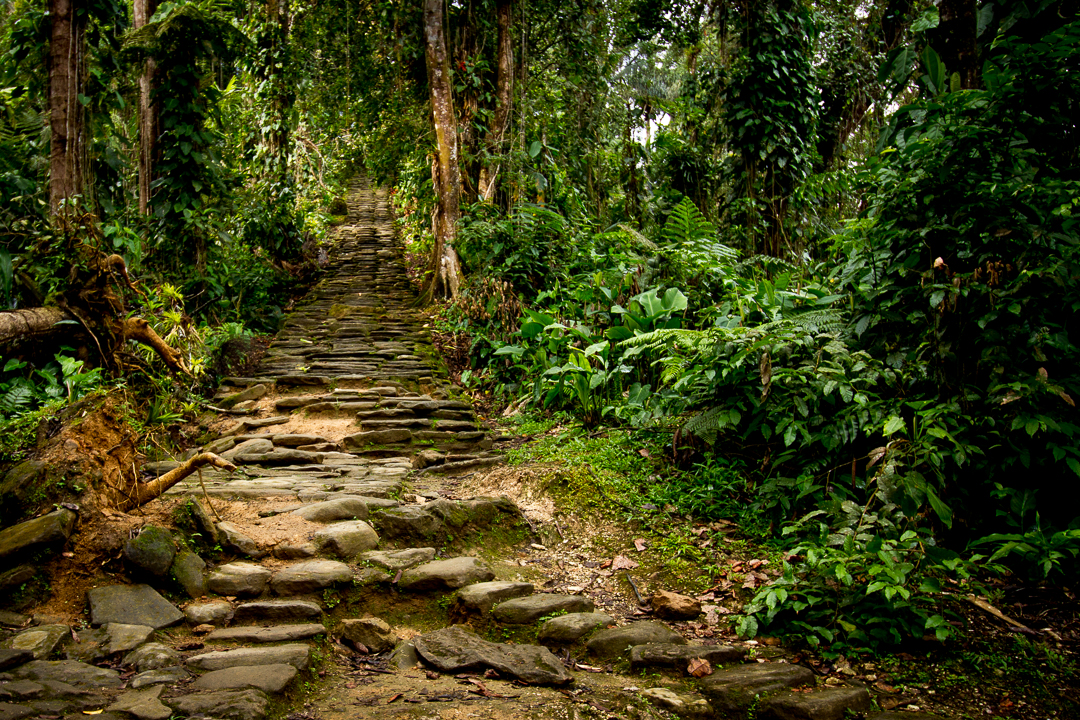
هذا جزء من الدرج الحجري الذي يؤدي من وادي النهر إلى سيوداد بيرديدا.

## روابط خارجية
- "How to get to the Lost City". kagumuadventures.com (commercial). كيف تحجز رحلة